# Vodní dílo

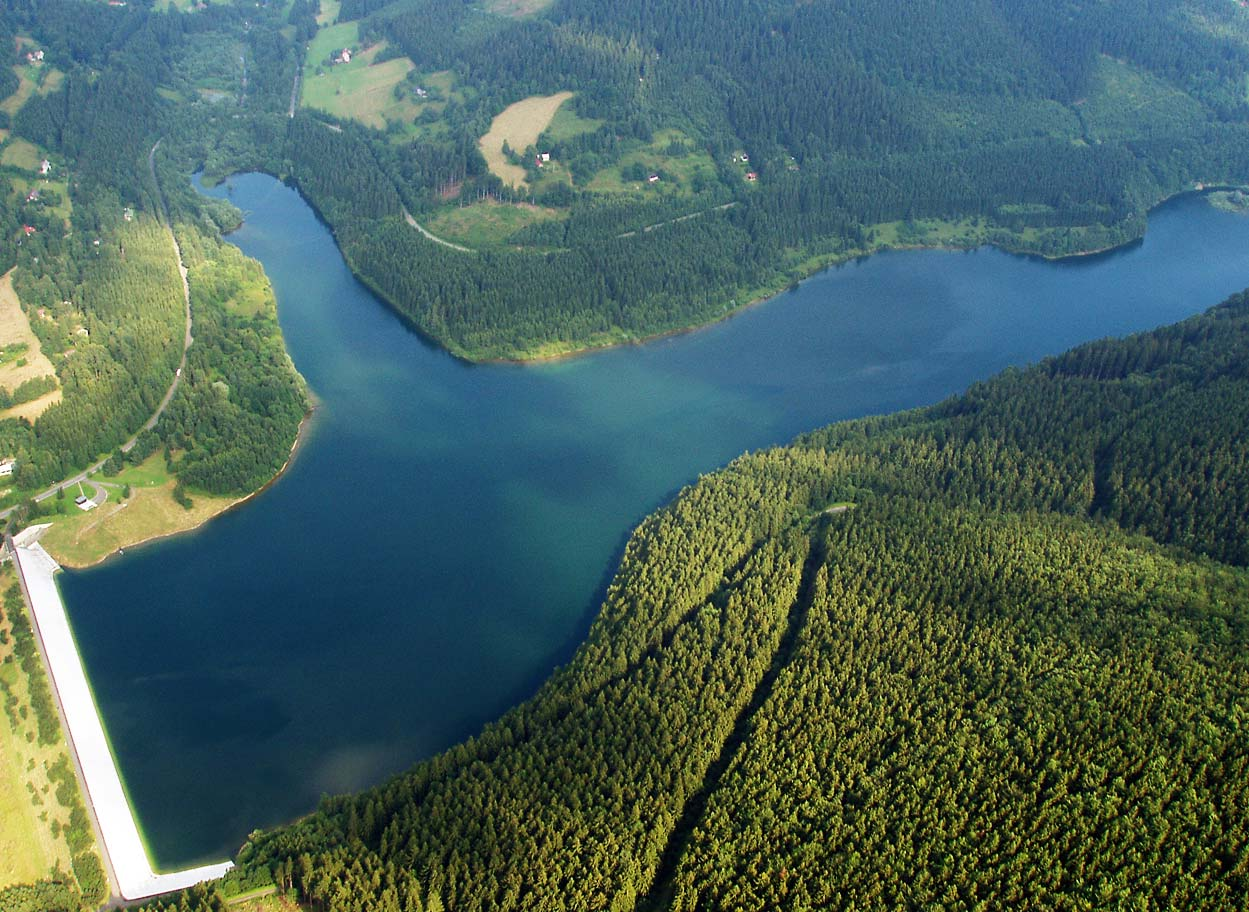
Vodní dílo Morávka

Vodní dílo je v české a slovenské legislativě obecně používaný termín pro každou stavbu sloužící k zadržování, jímání, vedení, nebo jinému nakládání s povrchovou či podzemní vodou. Taková vodohospodářská stavba slouží také např. k zamezení záplav a jiných škodlivých účinků vod.

## Právní definice
Z hlediska práva je výraz vodní dílo definován ustanovením § 55 zákona č. 254/2001 Sb., o vodách (též vodní zákon). Odstavec 1 tohoto paragrafu definuje pojem a demonstrativně vyjmenovává stavby, které vodním dílem jsou. Odstavec 3 naopak říká, co vodní dílo není. Že ani zákonná definice a příkladný pozitivní a negativní výčet nestačí pro exaktní popis tohoto termínu, říká odstavec 4.
Ustanovení § 61 zákona č. 254/2001 Sb. ještě rozděluje vodní díla z hlediska technickobezpečnostního dohledu do I. až IV. kategorie v závislosti na nebezpečí ohrožení lidských životů, možných škod na majetku a dalších méně podstatných kritériích. Přesná kritéria pro rozdělení vodních děl do těchto kategorií jsou dána přílohou č. 1 vyhlášky Ministerstva zemědělství č. 471/2001 Sb., o technickobezpečnostním dohledu nad vodními díly.

## Charakteristika
Vodní díla jsou stavby speciálního druhu pro zajištění úkolů vodního hospodářství, což je soubor technických oborů, které se zabývají využíváním vodních zdrojů a jejich ochranou. Do vodního hospodářství patří například vodárenství, stokování a čištění odpadních vod, hydrotechnika, hydromeliorace, vodní doprava nebo rybníkářství. Při jejich navrhování se projektant musí zaobírat základními inženýrskými disciplínami (stavební mechanikou, pružností a pevností, mechanikou zemin, zakládáním staveb apod.) a speciálními inženýrskými disciplínami (hydraulika, hydrologie, hospodaření s vodou v nádržích).
Vodohospodářské stavby lze rozdělit na:
- hydrotechnické (jezy, přehrady, vodní elektrárny, úpravy toků, vodní cesty),
- zdravotně inženýrské (jímání vody, úpravy vody, doprava vody, odvedení a čištění odpadních vod),
- hydromeliorační (pro úpravu vodního režimu v půdě, tedy odvodnění a závlahy, protierozní opatření, zadržení vody v krajině).

## Derivační vodní dílo
Derivační vodní dílo je takové vodní dílo, které stojí mimo hlavní vodní tok. Vodu z tohoto hlavního toku odebírá v potřebném množství pomocí náhonu. Využitá voda je potom zpět do hlavního toku odváděna odpadním kanálem. Aby bylo dosaženo potřebného výškového rozdílu mezi hladinami náhonu a odpadního kanálu, je hlavní vodní tok přehražen jezem. Tím pádem, kromě jezu, není potřeba dělat na hlavním toku žádné zásahy. Na principu derivačního vodního díla byla již v minulosti stavěna převážná část vodních mlýnů, tj. malých vodních děl.
Kromě uvedeného základního principu je možno budovat i komplikovanější systémy, kdy např. jeden náhon s jedněmi česly slouží několika derivačním vodním dílům, řazených v kaskádě.